# Il braccio e la mente (programma televisivo 1957)
Il braccio e la mente è stato un programma televisivo italiano condotto da Enzo Tortora nell'ambito di Telematch, andato in onda sul Programma Nazionale dal 6 gennaio 1957 conseguendo un ottimo indice di gradimento e proseguito per 78 puntate. L'espressione è diventata in breve una locuzione molto usata. Trasmesso in prima serata, fu poi spostato nel pomeriggio.

## Svolgimento del gioco
Il gioco prevedeva la presenza di due candidati. La "mente" doveva rispondere a domande di cultura generale, e in caso di errore il "braccio" doveva superare una prova per la disciplina sportiva per cui si era presentato. Tra i concorrenti "braccio" ci furono anche illustri sportivi quali Primo Carnera, Nino Defilippis, Fausto Coppi. La prova del "braccio" avveniva da una palestra e questo richiedeva una "squadra esterna" allora poco usuale, soprattutto considerando che un'altra squadra esterna riprendeva dalla piazza della città ospitante.